# خورخي لويس دي لا غارزا
خورخي لويس دي لا غارزا هو سياسي مكسيكي، ولد في 9 ديسمبر 1981 في ولاية نويفو ليون في المكسيك. نشط حزبياً في الحزب الثوري المؤسساتي. وقد انتخب عضو مجلس النواب المكسيك ‏.